# Придворные чины Российской империи

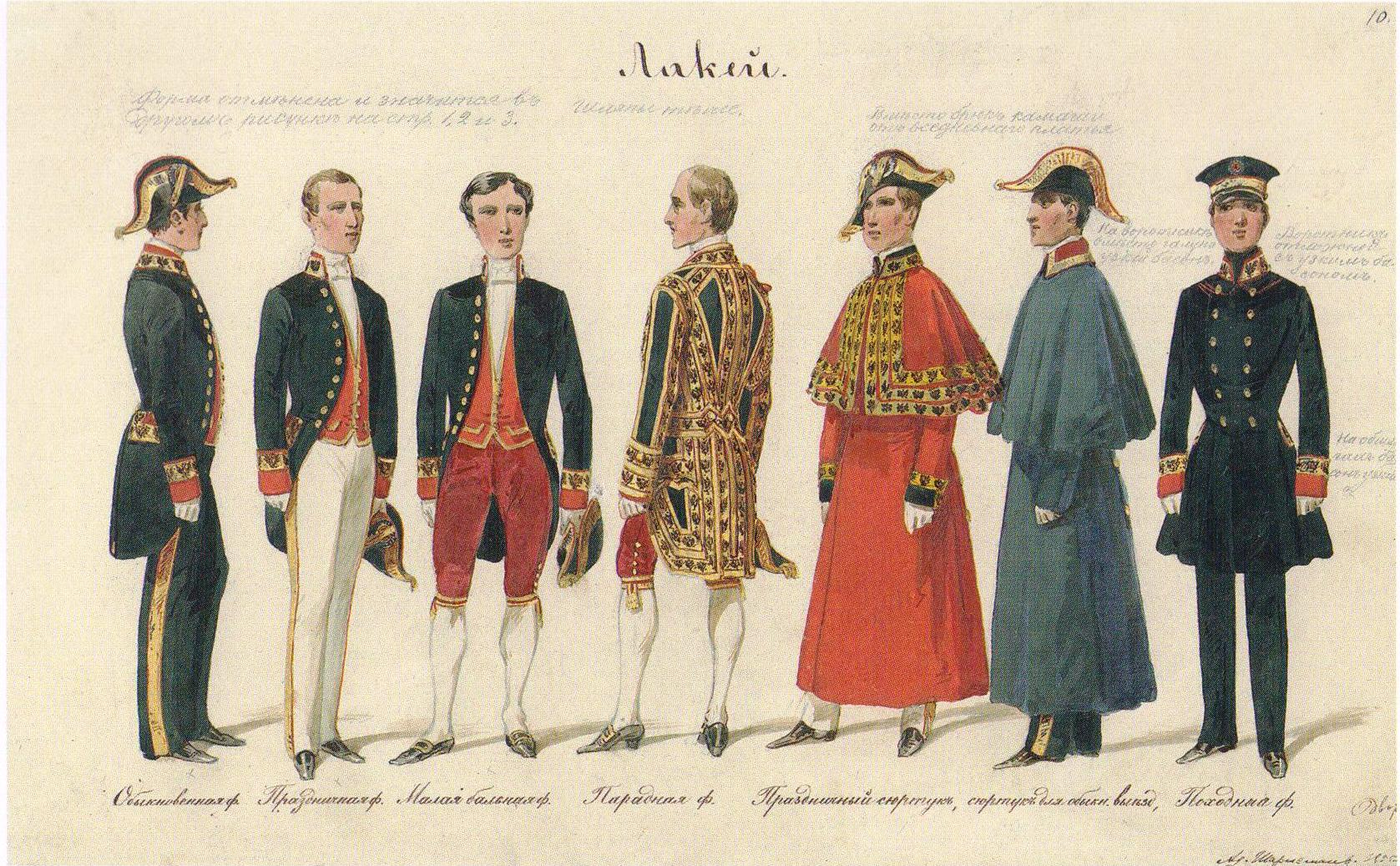
А. И. Шарлемань. Форма одежды лакеев Высочайшего двора Российской империи, 1855 год.
1. Обыкновенная форма;
2. Праздничная форма;
3. Малая бальная форма;
4. Парадная форма;
5. Праздничный сюртук;
6. Сюртук для обыкновенных выездов;
7. Походная форма.

Придворные чины — чины придворных, которые несли службу при императорском дворе.

## Первая половина XVIII века
Пётр Великий заменил древнерусские названия придворных чинов иностранными. В Табель о рангах он включил и придворные чины, установив, что они, как и гражданские чины, уступают первенство военным. Высший придворный чин обер-маршала был приравнен к военным и гражданским чинам 2-го класса, а к низшему, 14-му, классу отнесены были, например, гофмейстер над пажами, надворный библиотекарь, надворный аптекарь.
Иерархия придворных чинов женского пола в сопоставлении с жёнами высших чиновников и военных была представлена не в самой Табели как таблице, а в текстовом виде в п. 10 указа, которым была учреждена Табель о рангах. Наивысшее положение занимала «обер-гофмейстерина у Ея Величества»; действительные статс-дамы (то есть «действительно обретающиеся в чинах своих») следовали за жёнами действительных тайных советников, действительные камер-девицы приравнены к жёнам президентов от коллегий, гоф-дамы — к жёнам бригадиров, гоф-девицы — к жёнам полковников.
Для заведования дворцовыми делами учреждена была Придворная контора; наряду с ней стояли Главная дворцовая канцелярия, ведавшая дворцовыми крестьянами, Гоф-интендантская контора, в которой сосредоточено было заведование дворцами и садами, и Камер-цалмейстерская контора, которой вверены были убранство и меблировка дворцов. Придворная охота была подчинена Придворной конторе в 1741 году.
В 1733 г. повелено было отпускать из Штатс-Контор-Коллегии в Придворную контору на содержание Высочайшего Двора по 260 000 рублей в год; в 1785 г. сумма эта была повышена до 3 млн рублей; тем не менее в течение всего XVIII столетия Придворной конторе приходилось испытывать финансовые затруднения.
В 1742 г. учреждена была должность придворного фактора (гоф-фактора и камер-фактора) для выписывания из-за границы нужных императорскому двору товаров; должность эта, которую занимал иностранный купец, имевший право продавать свои товары на дому частным лицам, просуществовала до конца XVIII столетия.
В XVIII столетии существовало ещё звание придворных банкиров, но последние имели общефинансовые, а не специально придворные функции; такой же характер имела должность гоф-маклера, существовавшая до 1917 года.

## Вторая половина XVIII века
При Екатерине II главным лицом при дворе был обер-камергер, которому были подчинены придворные кавалеры (камергеры и камер-юнкеры). Последние дежурили при дворе, сопровождали императрицу при выездах, иногда прислуживали за столом.
В 1786 г. Екатерина II упразднила Главную дворцовую канцелярию; заготовление съестных и других припасов передано было из неё в Придворную контору, в состав которой, сверх обер-гофмаршала (президент) и гофмаршала (вице-президент), назначено было ещё 5 присутствующих.
В 1794 г. был издан указ, предписывавший определять в низшие по двору должности не из вольных, а из детей придворнослужителей, для которых впоследствии учреждена была специальная школа.
Новое устройство придворному ведомству дал император Павел I, который указом от 30 декабря 1796 г. определил следующий придворный штат.
1. обер-камергер, в ведении которого состояло 12 камергеров, 12 камер-юнкеров и 48 пажей, отправляющих должность рейт- и яхт-пажей;
2. обер-гофмейстер, которому подчинены были два гофмейстера и Придворная канцелярия, исполнявшая функции придворной кассы и контрольного учреждения;
3. обер-гофмаршал, которому подчинены были два гофмаршала и конторы Гоф-Интендантская, Придворная и Камер-Цалмейстерская;
4. обер-шенк, заведовавший погребами и винами;
5. обер-шталмейстер, который с двумя шталмейстерами заведовал всем конюшенным штатом, конюшнями, экипажами и конюшенной конторой;
6. обер-егермейстер, которому подчинены были егермейстер, унтер-егермейстер и егермейстерская контора;
7. обер-гофмейстрина, в ведении которой состояли гофмейстрина, 12 статс-дам и 12 фрейлин.

Сверх того, к придворному штату принадлежали директор спектаклей, ведавший придворным театром и музыкой, и обер-церемониймейстер с двумя церемониймейстерами.

## Придворные чины в XIX—XX веках
Император Александр I сократил штаты и расходы, упразднил придворную канцелярию (указ от 18 декабря 1801 г.). Своим указом от 3 апреля 1809 года Александр I упразднил присвоение чинов камергеров и камер-юнкеров и предписал всем камергерам и камер-юнкерам в двухмесячный срок избрать себе род службы, а на будущее время постановил, что звания камергера и камер-юнкера «имеют представлять придворные отличия, знак особенного внимания Царского к роду или заслугам предков», причём носящий это звание должен проходить службу в том или другом ведомстве на общем основании.
В 1826 г. был определён комплект фрейлин из 36 старших по пожалованию в это звание, и приданое повелено выдавать из кабинета только тем, которые вошли в комплект. В 1856 году был учреждён придворный чин обер-форшнейдера.
К началу XX века придворный штат состоял из придворных чинов и придворных служителей.
Среди придворных чинов различались первые и вторые чины двора:
- К первым чинам двора принадлежали: обер-камергер, обер-гофмейстер, обер-гофмаршал, обер-шенк, обер-шталмейстер, обер-егермейстер, обер-форшнейдер и обер-церемониймейстер[Комм. 2].
- Ко вторым чинам двора — гофмейстеры, шталмейстеры, егермейстеры и гофмаршалы.

Первые чины двора приравнены по табели о рангах к гражданским чинам второго класса, вторые чины двора — к гражданским чинам третьего класса, церемониймейстеры — к гражданским чинам пятого класса.
Пожалование в придворные чины зависело непосредственно от высочайшего усмотрения и не подлежало общим правилам о выслуге лет.
Одно из преимуществ придворных чинов и дам, которое они разделяли вместе с высшими государственными сановниками, заключалось во входе за «кавалергардов», то есть в праве собираться во время больших при высочайшем дворе выходов (выходом при Высочайшем Дворе называлось шествие их императорских величеств с прочими августейшими особами из внутренних апартаментов в церковь и обратно. Выходы разделялись на большие и малые) в зале, ближайшем ко внутренним апартаментам. Подле этого зала ставился в некоторых торжественных случаях пикет кавалергардского полка, отчего произошло и самое выражение: «вход за кавалергардов».
Затем придворные чины обоего пола пользовались правом быть представленными Их Величествам; это право распространялось и на военных и гражданских чинов первых четырёх классов и их супругов. Лица, которые не пользовались правом быть представленными ко двору, не могли быть приглашены на балы и другие при дворе собрания, хотя бы и были по высочайшему соизволению представлены Их Императорским величествам частным образом. Такие лица могли быть приглашаемы только по особому высочайшему каждый раз повелению и потому в представляемые Их Величествам списки приглашаемых на балы не вносились. Это правило не распространялось на штаб- и обер-офицеров, которые могли быть приглашаемы на балы, хотя бы и не пользовались правом быть представленными Их Величествам.
Придворные служители разделялись на низших (камер-лакеи, камер-казаки, скороходы, вершники, арапы и проч.) и высших (камер-фурьеры, гоф-фурьеры, камердинеры, мундшенки, кофешенки, тафельдекеры, кондитеры и метрдотели). Последним присваивалось звание придворных официантов; прослужив в нём 10 лет, мундшенки, кофешенки, тафельдекеры, кондитеры и метрдотели получали с высочайшего разрешения чин XII класса, гоф-фурьеры — чин IX класса, но далее они не производились; камердинеры, состоящие при высочайших особах и при Императорском Эрмитаже, производились по выслуге в официантском звании 10 лет в чин XII класса, следующими же чинами, но не далее VIII класса включительно, награждались в сроки, установленные для гражданских чиновников; камер-фурьеры, назначаемые обыкновенно из камердинеров и гоф-фурьеров, при назначении на эту должность награждались чином VI класса, но далее не производились.
Придворные официанты не имели права переходить из придворной службы в гражданскую. Особые правила существовали о производстве в чины придворных певчих.
К 1 января 1898 г. придворный штат Его Величества составляли 16 первых чинов Двора (3 обер-камергера, 7 обер-гофмейстеров, 1 обер-гофмаршал, 1 обер-шенк, 1 обер-шталмейстер, 2 обер-егермейстера и 1 обер-форшнейдер), 147 вторых чинов двора (41 гофмейстер, 22 шталмейстера, 9 егермейстеров, 2 обер-церемониймейстера, 1 гофмаршал, 21 человек в должности гофмейстеров, 35 человек в должности шталмейстеров и 16 человек в должности егермейстеров), 12 церемониймейстеров, 13 человек в должности церемониймейстеров, 176 в звании камергеров и 252 в звании камер-юнкеров.
Чины, имевшие придворные медицинские звания: 1 лейб-медик, 10 почётных лейб-медиков, 3 лейб-хирурга, 4 почётных лейб-хирурга, 2 лейб-акушера, 2 почётных лейб-акушера, 2 лейб-окулиста, 1 лейб-педиатр, 1 почётный лейб-педиатр, 3 почётных гоф-медика.
Камер-фурьеров — 2 при одном обер-камер-фурьере; камердинеров при Государе Императоре — 3.
Придворных дам к 1 января 1898 года состояло: 17 статс-дам, 4 камер-фрейлины, 190 фрейлин, 4 девицы, помещённые для жительства с фрейлинами в Таврическом дворце.
При комнатах государынь императриц состояли, сверх фрейлин, камер-фрау, камер-юнгферы, камер-медхены и камердинеры.